# Kistapolcsányi kastély
Az egykori Bars vármegye legimpozánsabb kastélya a Hild József tervei alapján klasszicista stílusban átépített kistapolcsányi kastély (Zámek Topoľčianky) a névadó faluban.

## Története
A tatárjárás után német hospesek telepedtek le a környéken. Feltételezik, hogy ilyen hospes lehetett az a Hochlow / Haslav comes, aki a barsi várjobbágyokkal árokkal és palánkkal övezett tornyot épített itt a 13. század közepén. A királyi birtokot 1307-ben Károly Róbert neki adta, és egyúttal királyi engedélyt arra, hogy a Leves-patakban arany után kutathasson. Ő lett a Kistapolcsányi család őse.
1535. április 1-én Hrussóy János (Zabláthi János) megtámadta Kistapolcsányt, ami akkor Kistapolcsányi György és Tamás birtokában volt. A várat felgyújtották, Kistapolcsányi Lászlót nyíllal lőtték le, Kistapolcsányi Ferencet több másokkal a lángokba és füstbe fullasztották. Györgynek feleségét, Máriát csúf és becstelen szavakkal illették. Kistapolcsányi Györgyöt és Tamást sok jobbággyal együtt Hrussó várába, majd a turóci monostorba hurcoltatták (ma: Znióváralja). Kiszabadulásuk után nem mertek Kistapolcsányba visszatérni, 4 évig Garamszentbenedeken laktak.
Az 1559. évi országgyűlés 29. törvénycikkelye elrendelte, hogy a kistapolcsányi kastélyt a vármegye romboltassa le, mert a törökök könnyen megközelíthetik, rosszul őrzik és nincsenek meg a szükséges védelmi eszközök. A vármegye közbenjárására ezt nem tették meg, sőt az 1569. évi 19. tc. a végvárak közé sorolta és fenntartására az uradalom jobbágyait rendelte ki. Kistapolcsányi János a régi várat elbontotta és árkait betemette. Az új vár a réginél nagyobb és erősebb lett.
1627 előtt Pethe László Anna nevű lányának kezével Kistapolcsányt és Hrussót Rákóczi Pál (Rákóczi Zsigmond erdélyi fejedelem 3. fia) szerezte meg, akitől 1636-ban fia, az akkor még kiskorú Rákóczi László örökölte. László kiskorúsága alatt Rákóczi György irányította a birtokokat. Rákóczi László 1660-ban lett nagykorú, ezután a kistapolcsányi várat reneszánsz várkastéllyá építette át. Az építkezésekkel 1662-re készültek el, amit a kapu feletti címer mutat.
1665-ben Kistapolcsányban 100 lovast és 100 gyalogot tartott a Bányavidéki Főkapitányság. Alapvetően erre az időre vezethető vissza a lótenyésztés hagyománya. 1674-ben ez a létszám 50 lovasra olvadt.1665-ben a várkastélyba vezényelt hajdúk garázdálkodtak a településen. A lakosok 1665 nyarán panaszt emeltek Báthory Zsófiánál ellenük, hogy házaikat elfoglalják, őket kinevetik és minden kevés javunkban nagy károsan szabadon disponálnak. A gabonát elviszik és kicsépelik — 20—30-an összeverődnek zsákokkal és az éretlen szőlőt, gyümölcsöt leszedik.” Báthory Zsófia szeptember 4-én Sárospatakról ezt felelte: „Gondgyokat viseljük mi immáris erről irtunk” a vármegyének. A hajdúk ezzel be nem érték, hanem a Rákóczy-árvák (Erzsébet és Borbála) várkastélyába betörtek, azt elfoglalták és kifosztották. Az őrség 1665. okt. 25-én II. Rákóczy Györgyné Báthory Zsófiához, az árvák gyámjához és fiához I. Rákóczi Ferenc fejedelemhez intézett levelében bocsánatot kért garázdálkodásáért, de a fejedelemasszony november 15-én Sáros várából panaszt emelt a vármegyénél ellenük. A vizsgálat szerint Suskovith János kapitánynak és Botka István vicekapitánynak is része volt a fosztogatásokban. Az ítélet elől a megnevezettek megszöktek. Báthory Zsófia ezért a hajdúk kivonulása után a kistapolcsányi kastély megerősítését vette tervbe, és a vármegye segítségét kérte azzal, hogy „szükségnek idején lehetne Kgknek odavaló refugiuma is”. A vármegye Kistapolcsánynak nagyobb erősséggé fejlesztése ellen foglalt állást, mert a hrussói erdőket a lakosság biztos és elegendő menedékének találta.
1668-ban Rákóczi Erzsébet feleségül ment gróf Erdődy Ádámhoz (?–1668), majd annak korai halála után gróf Erdődy Györgyhöz. Erzsébet asszony gyakori vendége volt II. Rákóczi Ferenc. Rákóczi Erzsébet a Rákóczi-szabadságharc kitörésekor horvátországi birtokaira menekült, és ott is halt meg 1707-ben. Birtokait Rákóczi Juliannára és Ferencre hagyta.
1696. május 28-án itt született II. Rákóczi Ferenc első fia, a mindössze négy évet élt György Lipót.
1703. szeptember 17-én Ocskay kurucai csellel elfoglalták Lévát, majd innen kiindulva Kistapolcsányt, Párkányt, Kékkőt, Szitnyátés Csábrágot. Kitapolcsány élére Czeglédi István került. Ocskay októberben elvesztette Lévát, ennek hírére a Kistapolcsányt őrző 72 hajdú megszökött. A várkastély Bercsényi zólyomi győzelme után került ismét kuruc kézre.
A vesztes nagyszombati csata után Rákóczi Ferenc azt írta az emlékirataiban, hogy a Lipótvárat ostromló táborból elmenekült gyalogságot Kistapolcsányban gyűjtötte össze.
1705 januárjában itt volt Rákóczi főhadiszállása. 1708-ban a vesztes trencséni csata után Rákóczit Kistapolcsányba menekítette környezete. Augusztus 4-én itt jelentették neki az ezredesei, hogy a gyalogság szétoszlott. Bottyán János is itt kereste fel a fejedelmet. Ezután átmenetileg a kurucokat legyőző Heister tábornok foglalta el. Nyitra eleste után Pálffy János Ebergényivel és Ocskaival megerősítve, mintegy 3000 emberrel saját birtokát, Bajmócot kívánta visszafoglalni a kurucuoktól, de előtte őrséget helyezett az üresen hagyott kistapolcsányi várkastélyba és Hrussó várába. Heister utasította Stephan von Steinvillaz és Philipp Hartleben tábornokokat, hogy az alkalmas kastélyokba és várakba helyezzék el az embereiket télire. Ahol nem elég erős a kastély, azt sáncokkal erősítsék meg.
1705 februárjában II. Rákóczi Ferenc a várkastélyból kelteztetett levelet ("Datum ex Castello Kis-Tapolcsán, die 13. Mensis February Anno 1705.")
1706-ban Rákóczi Ferenc a béketárgyalások alatt Nyitrán fogadta feleségét, majd a kistapolcsányi várkastélyba költöztek át.1708-ban a vesztes trencséni csata után Rákóczit ide menekítette a környezete. Augusztus 4-én itt jelentették neki az ezredesei, hogy a gyalogság szétoszlott. Bottyán Jánosis itt kereste fel a fejedelmet.
A szatmári béke után az emigrált II. Rákóczi Ferenc birtokait elkobozták. A már korábban császári kézre jutott Kistapolcsányt 1710-ben a Coburg család vásárolta meg, majd tőlük 1711-ben Zichy Károly szerezte meg. Ő kezdte felújítani a romos várkastélyt.
1742-ben a Zichy család a horvát származású Keglevich Ádámnak adta el a falut. A Keglevich családdal számos dalmát telepes is érkezett, akik fellendítették a zöldség- és gyümölcstermesztést, a szőlőtermesztést, a bor- és sörfőzést.
1818-ban Ádám fia, Keglevich János kezdte meg a várkastély átépítését. A déli szárny helyén egy klasszicista stílusú kastélyt építtetett Alois Pichl tervei alapján. Ez 1825-re készült el.
Vályi András szerint "Kis Tapolcsány. Mezőváros Bars Várm. földes Urai Gr. Keglevics, és Gr. Koháry Uraságok, lakosai katolikusok, fekszik hegyek között, Aranyos Maróthoz 1 mértföldnyire. Hajdani Tapolcsányi Tamás nevezetes vala kövérségéért, a’ kit FERDINÁND Tsászár lefestetni kivánt 1565. Azután Rákóczi Lászlónak bírtoka vala, a’ mint 1662-dikben épűltt kastéllyának felűlírattyából kitetszik, vólt erőssége lerontattatván 1578-ban megújjíttatott; Ispotállyát Bánfi Erzsébet, Rákóczinak Hitvese szerzette; új kastéllyával, ’s jeles Szentegyházával díszesíttetik; díszes úri kertye, szép majorsága, ’s vadas kertyei is vagynak itten az Uraságnak, ’s posztót készítő műhelye; Ebedecznél savanyú vize van; földgye jó, réttye számos, fája van, legelője elég, jó borait könnyen eladgya, piatza helyben, és másfél órányira."
1825 és 1830 között Hild József tervei alapján klasszicista stílusban teljesen átépítették; ezt tekintjük a jelenlegi kastély felépítésének.
1890-ben Keglevich István eladta a falut Habsburg-Lotaringiai Károly Lajos főhercegnek, aki hét év múlva továbbadta azt József főhercegnek. A kastély Trianonig a család birtokában maradt.
Az 1. világháború végétől 1953-ig ez volt a frissen alakult Csehszlovákia államfőinek nyári rezidenciája, amit különösen Masaryk kedvelt. Az következő évtizedekben az épület egy részét fokozatosan múzeummá alakították.

### Az épület
A kupolás épület élessége azt árkádos belső udvar.

## Berendezése
A középső (múzeum)részben a termek tele vannak értékes barokk és empire bútorokkal, gyönyörű cserépkályhákkal, impozáns csillárokkal. Itt van az ország leggazdagabb kerámiagyűjteménye, amelyből különösen a meißeni porcelánok értékesek.
Figyelemre méltó még a 16–19. századi pazar fegyverkollekció is.
Az egyik szárnyban van a zűrös évszázadokat épségben átvészelt kevés könyvtár egyike. A Keglevich János gróf alapította bibliotéka 14 ezer kötetet tartalmaz és csak kutatási céllal látogatható.
Az északnyugati bástya kápolnája fontos nemzeti zarándokhely.
A korabeli enteriőr részei a gyönyörű festmények.

### Környezete
A kastélyt terjedelmes angolkert ölel körül, és szintén a nemzeti kulturális emlékek közé tartozik. A kertben álló kis vadászkastélyt is Hild József tervezte.

### Jelenleg
Az egykori kastély jelenleg egyszerre múzeum és szálloda (Hotel Zámok Topoľčianky). A szállodát 2008-ban szépen felújították.
A kastélyszállót kastély az épület reneszánsz szárnyaiban rendezték be. Az elnöki lakosztályban Masaryk egykori rézágyában is alhatunk.
Az árkádos udvaron rendszeresen tartanak esküvőket és fogadásokat.

## Látogatása
A múzeumlátogatók jelenleg 8 termet tekinthetnek meg, köztük a grandiózus kupolatermet. A hetedik terem volt a köztársasági elnökök dolgozószobája, Masaryk és Beneš elnök több személyes használati és munkaeszközével, többek közt Masaryk telefonjával és Beneš írógépével.

### Nyitvatartás
Csak vezetéssel látogatható. A csoportok indulása:
- május–szeptember:
  - K-P óránként 9:00-tól 12 óra kivételével, az utolsó csoport 15 órakor.
  - hétvégén az első csoport 12, az utolsó 16 órakor.
- október–április:
  - K-P 9:00, 10:30, 12:30, 14:00,
  - hétvégén 2:00, 13:30, 15:00

### Belépti díj
2023-ban: 3,80 €, kedv: 2,50 €